# Agonandra macrocarpa
Agonandra macrocarpa là một loài thực vật]] thuộc họ Opiliaceae. Loài này có ở Costa Rica và Honduras. Chúng hiện đang bị đe dọa vì mất nơi sống.